# 藤本浩太郎
藤本 浩太郎（ふじもと こうたろう、1977年4月26日 - ）は、福岡県出身の元バスケットボール選手、指導者。

## 来歴・人物
那珂中学校から福岡商業高校を経て日本体育大学に進学。
卒業後の2000年、三菱電機に入社。
2010年引退。アシスタントコーチに転じる。2013年退任。
元東芝の篠原隆史は高校・大学の同期。

## 経歴
- 福岡商業高校 - 日本体育大学 - 三菱電機（2000年～2013年）